# フランス2
フランス2（フランス ドゥ、France 2、F2）は、フランスのテレビチャンネルであり、フランス・テレビジョンにより運営されている。1963年開設。

## 歴史
1963年に当時唯一の放送組織であったフランス国営放送「RTF」の第2チャンネル（La deuxième chaîne）として開局。直後にRTFはフランス放送協会「ORTF」 へ改組された後、1974年8月8日にORTFの分割によりアンテンヌ2（アンテーヌ2、Antenne 2、A2）という独立した公共テレビ会社となる。ただ、同じく公共テレビ局であったTF1に大きく視聴率で水をあけられた上、1987年にTF1が民営化を果たすと経営難に陥る。
1992年9月7日、公共テレビ局の再編によるフランス・テレビジョン発足に伴い、フランス2とチャンネル名を変更する。放送内容は総合編成で、全国同一プログラムである。
2012年4月5日（JST）、日本のNHK総合テレビジョンにてフランス2の「Tout le monde veut prendre sa place」をベースとした「連続クイズ ホールドオン!」の放送が開始された。

### 不祥事
- 2012年10月13日、番組「オン・ネパ・クシェ」内にて、前日に開催された日仏親善サッカー試合でフランスチームが日本チームに負けたことに関連して、川島永嗣選手の腕を4本に合成した画像を放映し、司会者が「原発事故の影響か」などとコメントした。これに対し、日本政府は在仏大使館を通じて同局に抗議文を送り、玄葉光一郎外務大臣（当時）も同国外務大臣に口頭で抗議した[3][4]。

## 日本での視聴
- 毎晩20時に放映されるメインニュース「Journal de 20 heures（フランス語版）」（「20時のニュース」）のダイジェスト版が、NHK BS1「ワールドニュース」内で放映されている。